# Fumel

Fumel este o comună în departamentul Lot-et-Garonne din sud-vestul Franței. În 2009 avea o populație de 5.186 de locuitori.

## Evoluția populației
| An        | 1975  | 1982  | 1990  | 1999  | 2006  | 2009  |
| --------- | ----- | ----- | ----- | ----- | ----- | ----- |
| Populație | 6.937 | 6.582 | 5.882 | 5.423 | 5.285 | 5.186 |